# 重大突破角色
重大突破角色（英語：breakthrough role），又称突破性角色是电影业的一个术语，用来形容演员在某一影视剧中的表演极大地促进了其事业的发展，并使他们开始获得评论界的认可。重大突破角色通常是指演员在影片中所扮演角色的重要性显著增加，譬如从扮演次要角色到扮演主要角色，或在影片中扮演一个“影响力大”的角色，从而在主流市场取得成功，并使演员获得广泛的认可和声望。重大突破角色也被定义为“引起影评人的注意，或好评如潮，并随后获得许多主要电影奖项的提名”。